# Pyronia arminii
Pyronia arminii är en fjärilsart som beskrevs av Hermann Stauder 1916. Pyronia arminii ingår i släktet Pyronia och familjen praktfjärilar. Inga underarter finns listade.